# Никола Пекович
Никола Пекович (чорн. Nikola Peković, нар. 3 січня 1986, Плєвля, Югославія) — чорногорський професіональний баскетболіст, що грав на позиції центрового за декілька команд, в тому числі за команду НБА «Міннесота Тімбервулвз». Гравець національної збірної Чорногорії.

## Ігрова кар'єра

### Ранні роки
Професійну кар'єру розпочав 2003 року виступами у складі югославської команди «Атлас», за яку відіграв один сезон. 2004 року відправився в оренду в команду «Авала Ада», де також провів рік.

### Партизан
В липні 2005 року приєднався до лав чемпіона країни «Партизана». У складі команди з Белграда тричі поспіль ставав чемпіоном Сербії, двічі — чемпіоном Адріатичної ліги та одного разу — володарем кубка Сербії. 2008 року був визнаний найціннішим гравцем Фіналу чотирьох Адріатичної ліги, а також потрапив до Другої збірної Євроліги.

### Панатінаїкос
Влітку 2008 року перейшов до складу грецького чемпіона «Панатінаїкоса». Допоміг йому виграти Євролігу, набираючи 13 очок та 3,8 підбирання в матчах турніру. За підсумками сезону він був включений до Першої збірної Євроліги, ставши одним з елітних європейських центрових. З «Панатінаїкосом» він також виграв два титули чемпіона Греції та один кубок Греції.

### Міннесота Тімбервулвз

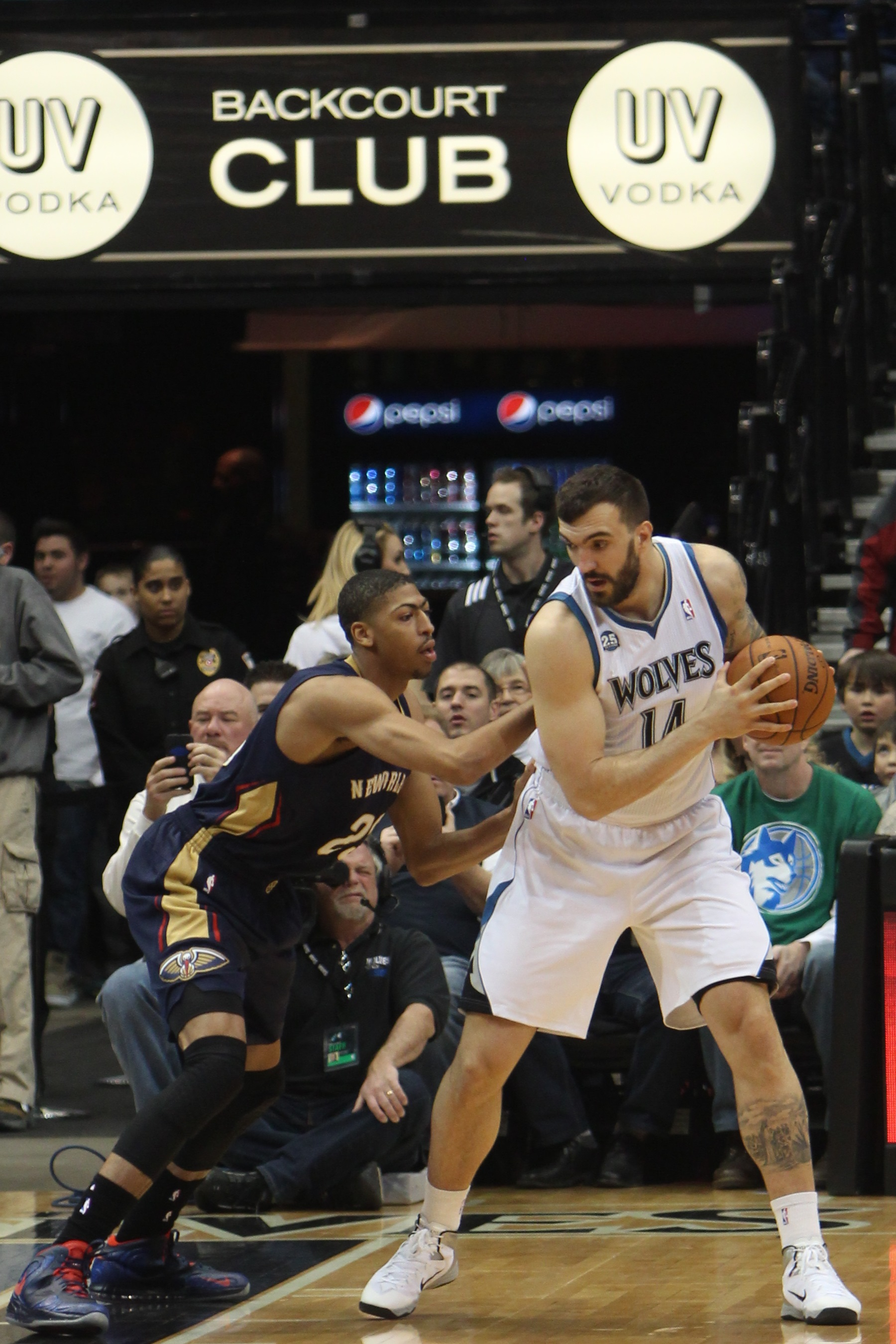
Пекович у грі проти Ентоні Девіса, 2014

2008 року був обраний у другому раунді драфту НБА під загальним 31-м номером командою «Міннесота Тімбервулвз». Кар'єру в НБА розпочав 2010 року виступами за тих же «Міннесота Тімбервулвз», захищав кольори команди з Міннесоти протягом наступних 7 сезонів.
2011 року під час локауту в НБА виступав за «Партизан». Коли чемпіонат НБА відновився, він повернувся до складу «Міннесоти». У сезоні 2011—2012 набирав 13,9 очок та 7,4 підбирання за матч, значно покращивши свою статистику порівняно з дебютним сезоном. Це дозволило йому зайняти третє місце у голосуванні за Найбільш прогресуючого гравця НБА, поступившись лише Раєну Андерсону та Ерсану Ільясові.
З сезону 2012—2013 остаточно закріпився в основному складі команди, склавши компанію головній зірці команди Кевіну Лаву у передній лінії.
Наступного року через травму зіграв лише у 40 матчах регулярного чемпіонату, демонструючи при цьому рекордну результативність у вигляді 17,5 очок за гру. Протягом сезону 2014—2015 через травму гомілкостопа зіграв лише 31 матч.
Наступного сезону продовжив боротися з травмами, зігравши лише у 12 матчах регулярного чемпіонату. В цей час основним центровим команди вже був Карл-Ентоні Таунс. 25 вересня 2016 року стало зрозуміло, що він не зіграє у сезоні 2016—2017 через постійний біль у гомілці, а 20 червня 2017 року клуб вирішив відрахувати Пековича зі складу команди і сторони припинили співпрацю.

## Виступи за збірну

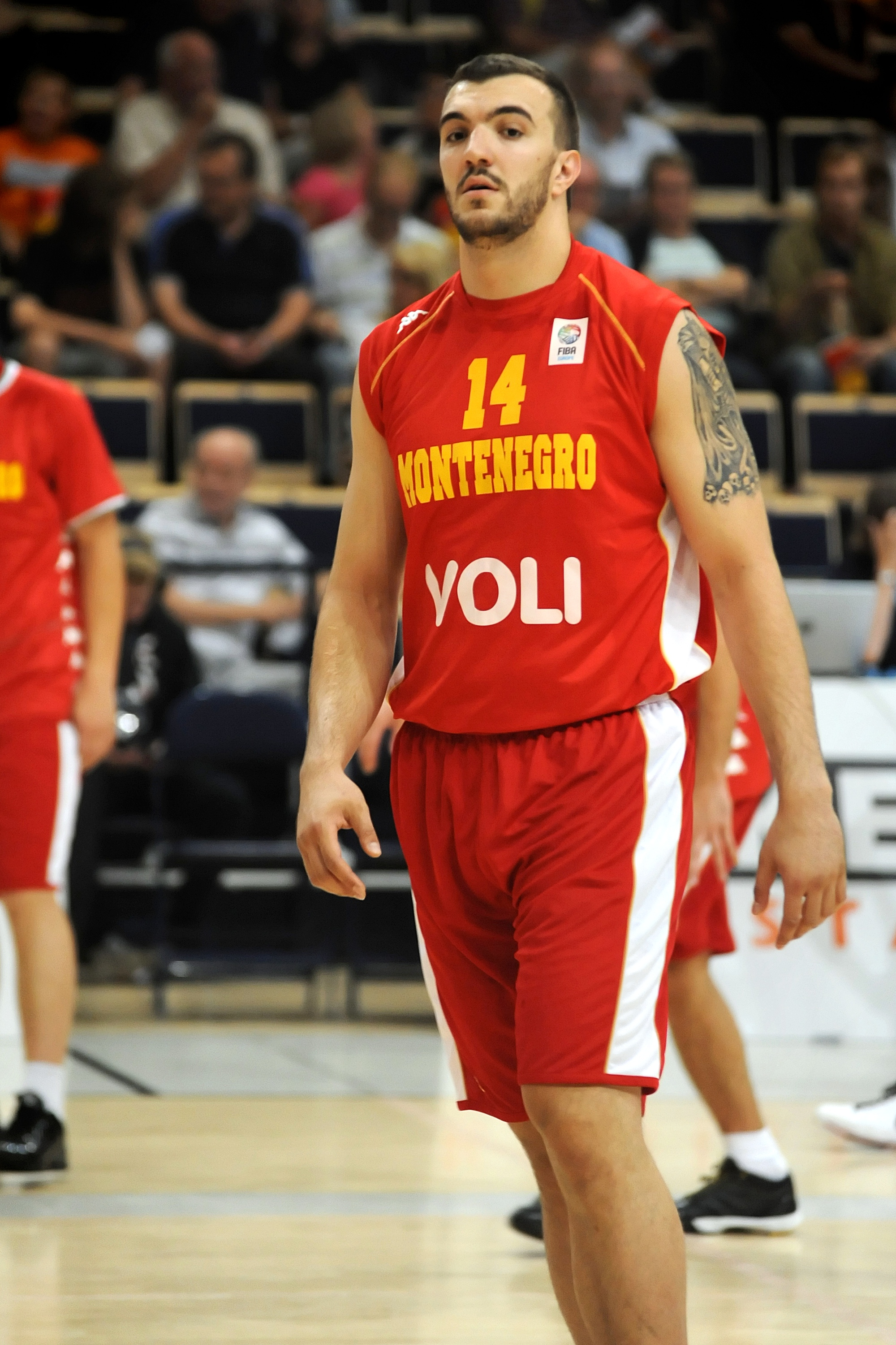
Пекович у складі збірної Чорногорії, 2010

На молодіжному рівні Пекович виступав за збірну Сербії та Чорногорії. На дорослому рівні, після виходу Чорногорії зі складу Сербії та Чорногорії, вирішив виступати за національну збірну Чорногорії. Представляв її на Євробаскеті 2011, де набирав 13 очок та 6,4 підбирання за гру.

## Статистика виступів
| † | Позначає сезон, коли Пекович виграв Євролігу |

### Регулярний сезон
| Сезон             | Команда                 | GP  | GS  | MPG  | FG%  | 3P%  | FT%  | RPG | APG | SPG | BPG | PPG  |
| ----------------- | ----------------------- | --- | --- | ---- | ---- | ---- | ---- | --- | --- | --- | --- | ---- |
| 2010–11           | «Міннесота Тімбервулвз» | 65  | 11  | 13.6 | .517 | .000 | .763 | 3.0 | .4  | .3  | .5  | 5.5  |
| 2011–12           | «Міннесота Тімбервулвз» | 47  | 35  | 26.9 | .564 | .000 | .743 | 7.4 | .7  | .6  | .7  | 13.9 |
| 2012–13           | «Міннесота Тімбервулвз» | 62  | 62  | 31.6 | .520 | .000 | .744 | 8.8 | .9  | .7  | .8  | 16.3 |
| 2013–14           | «Міннесота Тімбервулвз» | 54  | 54  | 30.8 | .541 | .000 | .747 | 8.7 | .9  | .6  | .4  | 17.5 |
| 2014–15           | «Міннесота Тімбервулвз» | 31  | 29  | 26.3 | .424 | .000 | .837 | 7.5 | .9  | .6  | .4  | 12.5 |
| 2015–16           | «Міннесота Тімбервулвз» | 12  | 3   | 13.0 | .380 | .000 | .800 | 1.8 | .9  | .1  | .0  | 4.5  |
| Усього за кар'єру | Усього за кар'єру       | 271 | 194 | 24.9 | .518 | .000 | .760 | 6.7 | .7  | .5  | .6  | 12.6 |

### Євроліга
| Рік               | Команда      | GP | GS | MPG  | FG%  | 3P%  | FT%  | RPG | APG | SPG | BPG | PPG  | PIR  |
| ----------------- | ------------ | -- | -- | ---- | ---- | ---- | ---- | --- | --- | --- | --- | ---- | ---- |
| 2005–06           | Партизан     | 14 | 2  | 18.0 | .574 | .000 | .677 | 3.6 | .3  | .5  | .4  | 7.1  | 5.9  |
| 2006–07           | Партизан     | 20 | 3  | 13.5 | .593 | .000 | .714 | 2.5 | .2  | .6  | .3  | 4.8  | 3.3  |
| 2007–08           | Партизан     | 23 | 14 | 26.5 | .584 | .000 | .773 | 6.9 | .8  | .7  | .6  | 16.4 | 19.6 |
| 2008–09†          | Панатінаїкос | 21 | 9  | 18.1 | .634 | .000 | .775 | 3.8 | .3  | .3  | .7  | 13.0 | 14.0 |
| 2009–10           | Панатінаїкос | 13 | 10 | 21.6 | .607 | .000 | .727 | 3.5 | .5  | .6  | .4  | 14.8 | 14.9 |
| 2011–12           | Партизан     | 7  | 7  | 27.2 | .549 | .000 | .811 | 4.6 | .7  | .3  | .3  | 15.4 | 16.7 |
| Усього за кар'єру |              | 98 | 45 | 20.5 | .594 | .000 | .757 | 4.3 | .5  | .5  | .5  | 11.7 | 12.3 |

## Адміністративна кар'єра
У вересні 2015 року прийняв пропозицію Ради директорів «Партизана» стати президентом клубу. Однію з перших його дій стало призначення головним тренером команди Петара Божича, відмовивши у продовженні контракта з Душко Вуйошевичем. Пропрацював на посаді президента клубу до 14 червня 2017 року.

## Особисте життя
Пекович є етнічним сербом та проживає у Сербії. Має кілька татуювань на сербську тематику, серед яких Битва на Косовому полі та Сербський хрест.
Пековичу приписують зв'язки з кримінальним світом, зокрема з чорногорським наркоторговцем Дарко Шаричем, який з 2011 року перебуває у в'язниці. З Шаричем мають спільний бізнес у Сербії та Чорногорії. У жовтні 2018 року Пекович оплатив борг брата Шарича у сумі 1,15 млн. євро.